# Olà (detersivo)
Olà era un detersivo sintetico per lavare panni a mano, prodotto da Colgate-Palmolive.
Il lancio del prodotto avvenne ad Anzio nel 1957, anche se era in commercio già dal 1953. Per il detersivo Olà vennero realizzati dei filmati pubblicitari, trasmessi durante Carosello, dapprima con Raimondo Vianello e Ugo Tognazzi, e in seguito dallo stesso Vianello con Gianni Agus. Il primo slogan usato recitava «Olà fa il bucato bianco, bianchissimo!».
Nel decennio successivo venne realizzata anche una versione chiamata "Olà Biologico" del detersivo, i cui spot videro protagonista Enzo Tortora. Negli anni '70 il packaging della confezione viene modificato dall'agenzia di comunicazione e marketing Mark It Group, e da allora resterà inalterato per vent'anni. Alla fine degli anni '70 il nome del detersivo venne modificato in Nuovo Olà.
Nel 2010 il filmato del 1958 con Vianello e Tognazzi è stato inserito come spot d'apertura nel primo dei quattro DVD del cofanetto Carosello... e poi a letto, pubblicato da Cecchi Gori.